# Planchonella aneityensis
Planchonella aneityensis là một loài thực vật có hoa trong họ Hồng xiêm. Loài này được (Guillaumin) H.J.Lam ex Royen miêu tả khoa học đầu tiên năm 1957.